# 本町 (八王子市)
本町（ほんちょう）は、東京都八王子市の地名。丁番を持たない単独町名であり、住居表示実施済み区域。郵便番号は192-0066（八王子郵便局管区）。

## 地理
八王子市市街地の一部を構成する区域の一つで、JR八王子駅の北西に当たる。北は大横町、東は元横山町二丁目・三丁目、南は八日町・横山町、西は大横町と接する。1983年（昭和58年）までは当地に八王子市役所が設置されており、現在はその跡地に八王子市芸術文化会館 いちょうホールがある。

## 歴史

### 地名の由来
八王子十五宿のうち本宿が置かれた事に因む。本宿は元横山村の一部を分割して成立。この地は武蔵七党の一つ、横山党の旧地で古くより開かれた地であったためこの名が付いたという。

### 沿革
本町は1889年（明治22年）の町村制施行以前は甲州街道八王子横山十五宿の本宿であった八王子本町といった。町村制時に南多摩郡八王子町の一部となり八王子町本町となる。1968年（昭和43年）に住居表示を実施し今に至る。

## 世帯数と人口
2017年（平成29年）12月31日現在の世帯数と人口は以下の通りである。
| 町丁 | 世帯数  | 人口    |
| ---- | ------- | ------- |
| 本町 | 982世帯 | 1,813人 |

## 小・中学校の学区
市立小・中学校に通う場合、学区は以下の通りとなる。
| 番地 | 小学校               | 中学校               |
| ---- | -------------------- | -------------------- |
| 全域 | 八王子市立第一小学校 | 八王子市立第五中学校 |

## 交通

### 鉄道
地内に鉄道は通過していない。最寄りの鉄道駅はJR八王子駅である。

### 道路
- いちょうホール通り
- 国道16号・国道20号：本町地内は通過していないが近隣区域を抜ける。

## 施設
- 八王子市芸術文化会館 いちょうホール
- 本町幼稚園